# جوانا ساكويكز كوستكا
جوانا ساكويكز كوستكا (بالبولندية: Joanna Sakowicz-Kostecka) مواليد 1 مايو 1984 في كراكوف، هي لاعبة كرة مضرب بولندية بدأت مسيرتها كمحترفة سنة 2000 تلعب باليد اليمنى. أعلى تصنيف لها في الفردي كان المركز الـ 138 في سنة 2006. أعلى تصنيف لها في الزوجي كان المركز الـ 312 في سنة 2003.

## روابط خارجية
- جوانا ساكويكز كوستكا على موقع رابطة محترفات التنس (الإنجليزية)
- جوانا ساكويكز كوستكا على موقع الاتحاد الدولي لكرة المضرب (الإنجليزية)
- جوانا ساكويكز كوستكا على موقع خلاصة التنس.كوم (الإنجليزية)